# Miospalacins
Els miospalacins (Myospalacinae) són una subfamília de rosegadors de la família dels espalàcids. La seva distribució s'estén des del Districte Federal Central (Rússia) fins a Manxúria, passant per la Sibèria Oriental. Prefereixen els boscos i camps de conreu situats a gran altitud. Igual que els talps viuen a túnels i caus subterranis. Els seus caus poden arribar a una profunditat de dos metres i una extensió de gairebé cent metres.